# Diccionari biogràfic
Un diccionari biogràfic és un tipus de diccionari enciclopèdic limitat a informació biogràfica. Intenten abastar les principals personalitats d'un país (amb limitacions, com ara persones que viuen només a un indret o persones mortes, en el Diccionari de la biografia nacional). Altres estan especialitzats, ja que cobreixen noms importants en un camp temàtic, com ara arquitectura o enginyeria.

## Història
Tarif Khalidi va afirmar que el gènere de diccionaris biogràfics és un "producte únic de la cultura àrab musulmana". L'exemple més antic existent de diccionari biogràfic data de l'Iraq del segle ix, i al segle xvi era una forma d'escriptura històrica fermament consolidada i respectada. Contenen més dades socials d'un ampli segment de la població que la que es pot trobar en qualsevol altra societat preindustrial. Els primers diccionaris biogràfics es van centrar inicialment en la vida dels profetes de l'Islam i dels seus companys, sent un dels primers exemples El llibre de les principals classes d'Ibn Sa'd al-Baghdadi, i després va començar a documentar la vida de moltes altres figures històriques (de governants a erudits) que vivien al món islàmic medieval.

## Exemples
- Diccionari Biogràfic de Dones Arxivat 2019-07-20 a Wayback Machine.
- Diccionari biogràfic de metges catalans
- Dictionary of Greek and Roman Biography and Mythology